# Oxira freemani
Oxira freemani är en fjärilsart som beskrevs av David F. Hardwick 1950. Oxira freemani ingår i släktet Oxira och familjen nattflyn. Inga underarter finns listade i Catalogue of Life.